# Zamordeje
Zamordeje (niem. Samordey, 1938–1945 Samordei) – wieś mazurska w Polsce, w sołectwie Szeroki Bór, położona w województwie warmińsko-mazurskim, w powiecie piskim, w gminie Ruciane-Nida w kompleksie leśnym Puszczy Piskiej i nad jeziorem Nidzkim.
W latach 1975–1998 miejscowość administracyjnie należała do województwa suwalskiego.